# Torpedowce typu Munin
Torpedowce typu Munin – szwedzkie torpedowce z lat 80. XIX wieku. W latach 1886–1887 w stoczni Finnboda Varv w Sztokholmie zbudowano trzy okręty tego typu. Torpedowce weszły w skład Svenska marinen w 1887 roku. W 1915 roku wszystkie okręty zostały przeklasyfikowane na patrolowce, a z listy floty zostały skreślone w 1923 roku.

## Projekt i budowa
Torpedowce 1. klasy typu Munin zbudowane zostały w krajowej stoczni Finnboda Varv w Sztokholmie . Nieznana jest data położenia stępek jednostek, a ich wodowanie odbyło się w 1887 roku.
| Okręt         | Stocznia | Położenie stępki | Wodowanie | Wejście do służby | Los             |
| ------------- | -------- | ---------------- | --------- | ----------------- | --------------- |
| „Munin” (V17) | Finnboda | ?                | 1887      | 1887              | wycofane w 1923 |
| „Freke” (V16) | Finnboda | ?                | 1887      | 1887              | wycofane w 1923 |
| „Gere” (V18)  | Finnboda | ?                | 1887      | 1887              | wycofane w 1923 |

## Dane taktyczno–techniczne
Okręty były torpedowcami o długości całkowitej 34,8 metra, szerokości całkowitej 3,8 metra i zanurzeniu 2,03 metra . Wyporność normalna wynosiła 55 ton, a pełna 66 ton . Okręty napędzane były przez jedną pionową maszynę parową o mocy 620 KM, do której parę dostarczał jeden kocioł . Maksymalna prędkość napędzanych jedną śrubą jednostek wynosiła 18,5 węzła . Zapas zabieranego węgla wynosił 15 ton.
Uzbrojenie artyleryjskie jednostek składało się z pojedynczego działka kalibru 25 mm K/60 M84 L/57 . Okręty wyposażone były w dwie dziobowe wyrzutnie torped kalibru 381 mm .
Załoga pojedynczego okrętu składała się z 12 oficerów, podoficerów i marynarzy.

## Służba
Wszystkie torpedowce typu Munin („Munin”, „Freke” i „Gere”) zostały wcielone do służby w Svenska marinen w 1887 roku . W 1906 roku okręty zostały przeklasyfikowane na torpedowce 2. klasy . W 1915 roku jednostki zostały po raz kolejny przeklasyfikowane, tym razem na patrolowce, w związku z czym zdemontowano z nich wyrzutnie torpedowe . Okręty utraciły wówczas nazwy i pływały pod oznaczeniami Vedettbåt n:r 16–18 . Jednostki zostały wycofane ze służby w 1923 roku .